# Synallaxe de Hudson
Asthenes hudsoni
Espèce
Statut de conservation UICN

 NT  : Quasi menacé
Le Synallaxe de Hudson (Asthenes hudsoni) est une espèce d'oiseaux de la famille des Furnariidae. C'est une espèce monotypique.

## Répartition
Cette espèce vit en Argentine, en Uruguay, au Paraguay et au Brésil.